# Velika Njiva (Federacja Bośni i Hercegowiny)
Velika Njiva – wieś w Bośni i Hercegowinie, w Federacji Bośni i Hercegowiny, w kantonie sarajewskim, w gminie Ilijaš. W 2013 roku pozostawała niezamieszkana.